# 쓰루에촌
쓰루에촌(鶴枝村)은 지바현 조세이군에 일찍이 존재했던 촌이다. 현재의 모바라시 남부에 해당한다.

## 역사
- 1889년 4월 1일 - 정촌제 시행에 의해 가미하부군 쓰루에촌이 성립하였다.
- 1897년 4월 1일 - 가미하부군이 폐지되어 조세이군이 되었다.
- 1952년 4월 1일 - 모바라정, 도고촌, 도요다촌, 니노미야혼고촌, 쓰루에촌, 고고촌과 합병해 동일 쓰루에촌은 폐지되었다.